# Lennart Jeppsson
Lennart Jeppsson, född 1940 i Trelleborg, död 2015, var en svensk paleontolog.
Jeppsson avlade studentexamen vid Högre allmänna läroverket i Trelleborg 1960 och ägnade sig därefter åt studier i botanik, geologi, genetik, kemi och zoologi vid Lunds universitet. Han blev filosofie magister 1967 och filosofie licentiat 1971. Åren 1970–1971 var han gästprofessor vid University of Waterloo i Kanada. Under resten av sitt yrkesverksamma liv var han knuten till Lunds universitet, varav från 2000 som professor i historisk geologi och paleontologi.
Jeppssons största forskningsintresse var konodonter, ett ämne som gav honom stort internationellt anseende.